# Visions (альбом Stratovarius)
Visions — шестой студийный альбом финской пауэр-метал-группы Stratovarius, вышедший в 1997 году. Альбом занял 4 место в списке 20 лучших альбомов 1997 года по версии сайта Metal Storm.
Тексты затрагивают различные темы: любовь, библейскую мистику, типично «стратовский» пантеизм, пророчества о конце света. Песня «Legions» представляет собой своеобразный гимн группы. Альбом стал золотым во многих странах и занял позиции на вершинах чартов. Является первым релизом, в котором используется новый логотип группы.

## Список композиций
Вся музыка — Толкки. Все тексты — Котипелто/Толкки.
1. «The Kiss of Judas» — 5:49
2. «Black Diamond» — 5:39
3. «Forever Free» — 6:00
4. «Before the Winter» — 6:07
5. «Legions» — 5:43
6. «The Abyss of Your Eyes» — 5:38
7. «Holy Light» — 5:45
8. «Paradise» — 4:27
9. «Coming Home» — 5:36
10. «Visions (Southern Cross)» — 10:15

## Участники записи
- Тимо Котипелто — вокал
- Тимо Толкки — гитара
- Яри Кайнулайнен — бас-гитара
- Йенс Юханссон — клавишные
- Йорг Михаэль — барабаны